# Baluchihäst
Baluchi-hästen är en hästras som härstammar från Baluchistan, en provins i Pakistan. De har utvecklats ur indiska hästraser som Kathiawari och har ärvt deras unika inåtvända öronspetsar, så kallade tulpanöron. Baluchihästen är en medelstor ridhäst som ofta används i den unika sporten Tentpegging i Pakistan. 

## Historia
Baluchihästen har fått sitt namn från provinsen Baluchistan i södra Pakistan där rasen först utvecklades. Baluchihästen har utvecklats under flera århundraden med hjälp av persiska araber och turkmenska hästar som Achaltekeer. Många hästraser som har utvecklats i västra Asien och Mellanöstern har ofta en bas av olika orientaliska eller turkmenska hästraser som korsas med araber. Men teorier finns även om att Baluchihästen har fått sitt unika utseende på grund av inblandning av hästar som importerades från Mali som kallades Beledougou eller Banamba som då skulle vara utvecklade från den nordafrikanska Berberhästen.
Under senare tid har utavel skett med indiska hästraser, då främst Kathiawari men säkert även Marwarihästar eller indiska halvblodshästar. Detta har visat sig i Baluchihästens öron som har en lätt inåtböjda öronspetsar som är vanligt bland de större indiska raserna. 
Idag föds Baluchihästen främst upp i Baluchistan i sydväst, Sindh i sydost och Punjab i mellersta Pakistan. 

## Egenskaper
Baluchihästen är en medelstor häst av lättare ridtyp som visar tydliga influenser av araben i bland annat ansiktet som har ädlare drag, liten mule och stora ögon. Huvudet är dock något avlångt och smalt vilket lett till teorierna om släktskapet med Berberhästen. Baluchihästen känns lätt igen på de inåtböjda öronen, så kallade tulpanöron som de har ärvt från indiska hästar. Nacken är även något lång och smal men benen är mycket välformade och starka. Ryggen är lång med ett högt kors. 
Baluchihästen är en mycket tålig och sund hästras om även är mycket uthållig. I Pakistan används de främst till ridning och är vanliga inom den unika sporten tentpegging som går ut på att man i full galopp ska dra upp tältpinnar ur marken med en lans eller ett svärd. Baluchihästen är oftast mellan 150 och 160 cm i mankhöjd och kan vara brun, fux eller gråskimmel